# Martell (coniac)
Martell este una dintre cele mai vechi companii producătoare de coniac. Fondată în 1715 de Jean Martell (1694-1753), ea face parte din subsidiara Martell Mumm Perrier-Jouët a grupului producător francez de vinuri și băuturi spirtoase Pernod-Ricard.

## Istoric

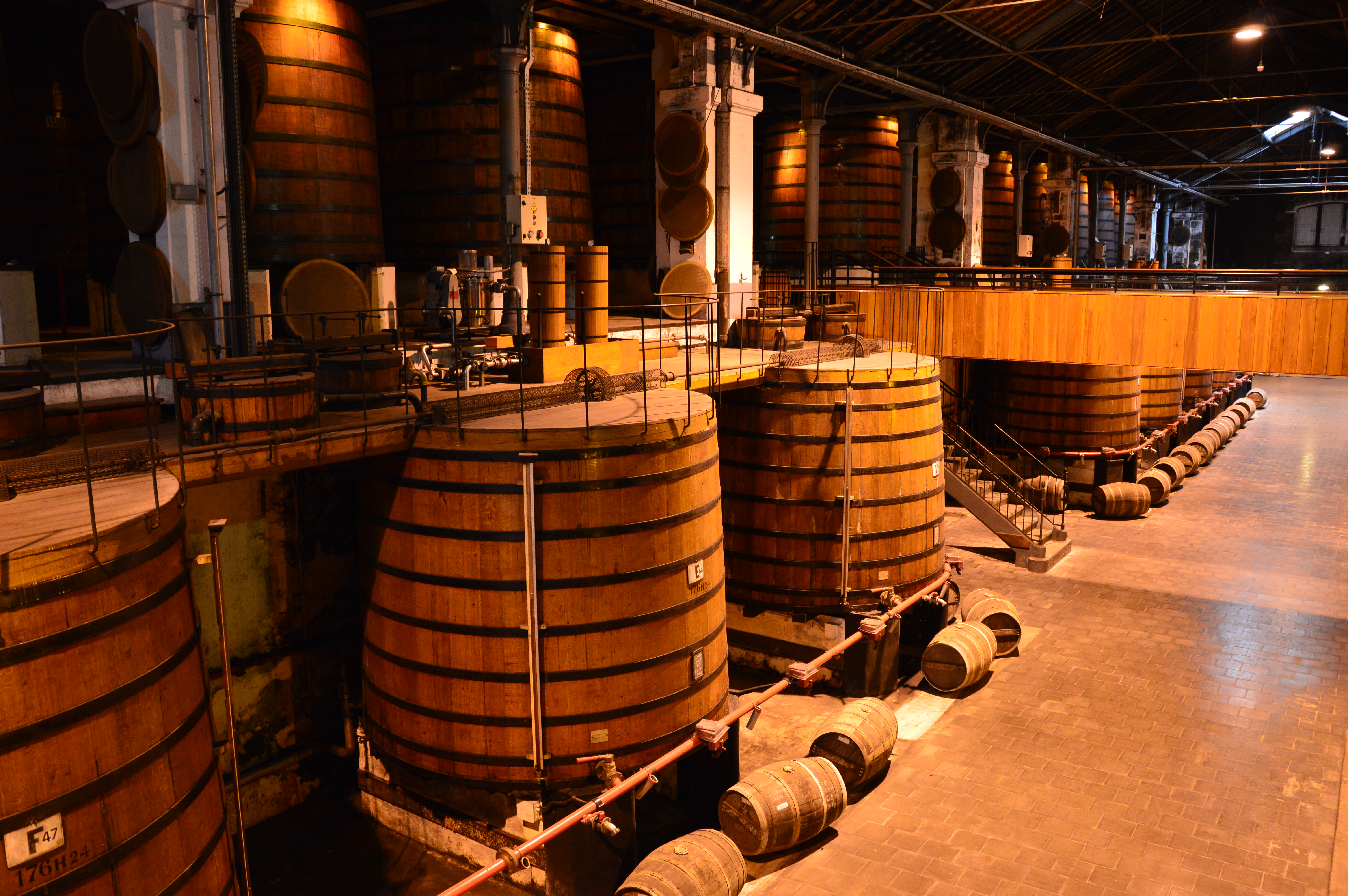
Distileria Martell

În 1715, Jean Martell, un tânăr negustor originar din Jersey, a creat propria sa afacere comercială la Gatebourse în Cognac, pe malurile râului Charente, și a fondat, astfel, una dintre primele companii producătoare de coniac. Martell a folosit struguri din podgoriile subregiunii Borderie și a utilizat stejar de Tronçais pentru butoaie, iar această combinație a dus la producerea unui coniac extrem de fin. După moartea lui, în 1753, văduva sa, apoi cei doi fii și nepotul lui au continuat această tradiție și au dezvoltat activitatea de export, transformând coniacurile Martell în cele mai consumate coniacuri din Anglia, în 1814.
În 1831, Martell a creat primul său coniac „VSOP” (Very Superior Old Pale) și și-a continuat expansiunea în plan internațional. Faima sa s-a răspândit în întreaga lume, odată cu primele exporturi către Japonia și către alte piețe din Asia precum Indonezia, Vietnam, Malaezia și Coreea.
Cordon Bleu, creat în 1912, este, cu siguranță, este cel mai faimos produs al companiei.
Martell a fost servit la bordul navei Queen Mary în 1936 și chiar la bordul Concorde în 1977.
În 1987 Seagram a preluat controlul asupra producătorului francez pentru 1,2 miliarde de dolari.
Odată cu achiziționarea unor băuturi alcoolice produse de Seagram Group în 2001, Martell a aparținut grupului francez de băuturi spirtoase Pernod Ricard.
În anii 2000, Martell a creat noi coniacuri: „Martell XO” în 2005, „Martell Création Grand Extra” în 2007, într-o sticlă proiectată de artistul sticlar Serge Mansau. În 2009, coniacul Martell și-a lansat marca proprie de prestigiu „L'Or de Jean Martell”. În 2011, Martell și-a extins gama „ultra-prestige” cu un coniac excepțional, „Martell Chanteloup Perspective”, un tribut adus meșterilor dogari și domeniului Chanteloup.
În 2006, Martell s-a alăturat Comité Colbert, o asociație care promovează produsele franceze de lux la scară internațională.
În 2010, Martell și-a reînnoit angajamentul de sponsorizare cu Palatul de la Versailles, care a început în 2007, prin sprijinirea restaurării anticamerei Reginei. În 2012, Martell Cordon Bleu, care fusese lansat de către Edouard Martell în 1912 la Hotel de Paris din Monaco, și-a sărbătorit cea de-a 100-a aniversare în același loc.

## Produse
Martell selectează vin din regiunea Cognac: Les Borderies, Grande Champagne, Petite Champagne și Fins Bois.

### Martell VS
Creat cu peste 150 de ani în urmă [data exactă nu se cunoaște] sub numele de „Trois Étoiles” (Trei Stele), Martell VS (Very Special) este destinat să se bea ca un long drink sau într-un cocktail.

### Martell VSOP
Martell VSOP Médaillon (Very Superior Old Pale) este un coniac amestecat cu băuturi alcoolice vechi obținute prin distilarea celor mai bune vinuri din regiunea Cognac

### Martell Cordon Bleu
Martell Cordon Bleu a fost creat de către Edouard Martell în 1912. 

### Martell XO
Martell XO este un amestec de vinuri din Les Borderies și Grande Champagne. Sticla sa este în formă de arc.

### Martell Chanteloup
Perspective Martell Chanteloup este un coniac „Extra” care amestecă coniacuri, dintre care unele se aflau de mai mulți ani în beciurile de la Chanteloup.

### Martell Création Grand Extra
Martell Création Grand Extra este un amestec de vinuri din regiunile Les Borderies și Grande Champagne.

### Martell Cohiba
Martell Cohiba este un amestec de coniacuri vechi din regiunea Grande Champagne.

### L'Or de Jean Martell
L'Or de Jean Martell este un amestec de vinuri din regiunile Les Borderies și Grande Champagne. 